# Шахе
Шахе́ (адыг. Шэхэ) — река в Лазаревском районе города Сочи, Краснодарский край, Россия. Вторая по длине на территории города после Мзымты. Длина реки — 59 км, площадь водосборного бассейна — 553 км².
Известна с позднеантичного времени как река Ахеунта, по которой проходила граница между племенами зихов и санигов. Во времена османского владычества имела название Субаших (в переводе с турецкого — «большая река»).
Название реки происходит от адыг. Шьэхэ, что переводится как «низ, нижний», либо образовано с использованием общеадыгского элемента адыг. хэ. Также есть тюркская версия перевода («царская река»), шапсугская (адыг. щэ — «три» — по количеству истоков) и убыхская (адыг. шекхе — «равнина»)

## Описание

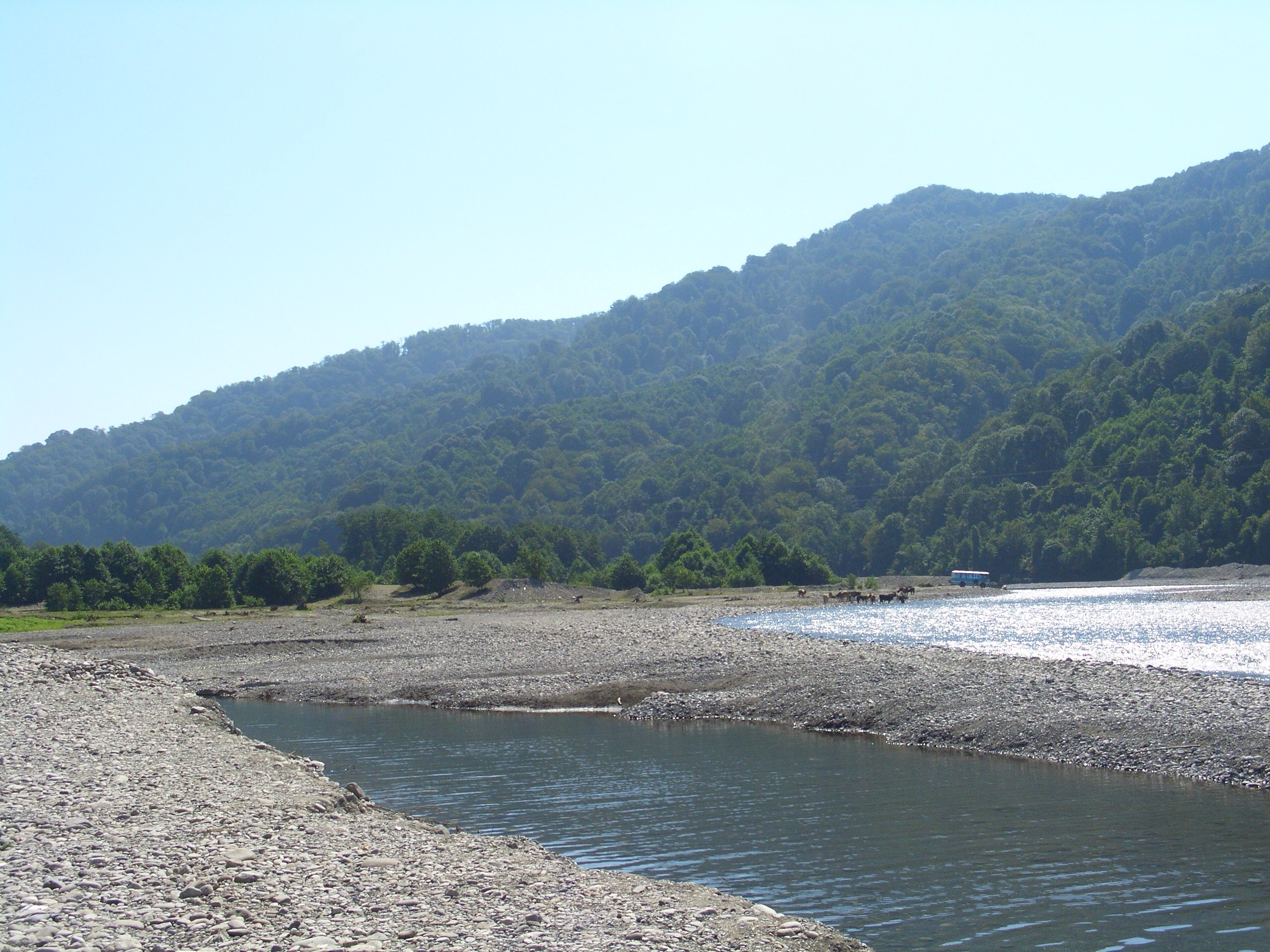

Впадает в Чёрное море на территории микрорайона Головинка. Другие населённые пункты расположенные по её течению — Шахе, Ахинтам, Малый Кичмай, Большой Кичмай, Отрадное, Харциз Первый, Солохаул, Бзогу, Бабук-Аул. Вдоль реки проходит Всесоюзный туристский маршрут № 30. Расход воды: 6,5 м³/с (минимальный), 28 м³/с (средний), 421 м³/с (максимальный).
На одном из притоков Шахе — речке Джегош, расположены «33 водопада». Основные притоки:
Левые
Белый, Бзыч, Бзогу.
Правые Кут, Буший, Беюк, Ажу, Большая Бзныч, Малая Бзныч, Псий, Кичмай, Ацэпс, Джегош.

## Данные водного реестра
По данным государственного водного реестра России и геоинформационной системы водохозяйственного районирования территории РФ, подготовленной Федеральным агентством водных ресурсов:
- Бассейновый округ — Кубанский
- Речной бассейн — Реки бассейна Чёрного моря
- Водохозяйственный участок — Реки бассейна Чёрного моря от западной границы бассейна реки Шепси до реки Псоу
- Код водного объекта — 06030000312109100000554